# Stählibuck
Stählibuck (tyska: Stälibuck) är en kulle i Schweiz.   Den ligger i distriktet Frauenfeld och kantonen Thurgau, i den nordöstra delen av landet, 130 km nordost om huvudstaden Bern. Toppen på Stählibuck är 653 meter över havet.
Terrängen runt Stählibuck är huvudsakligen lite kuperad. Runt Stählibuck är det ganska tätbefolkat, med 160 invånare per kvadratkilometer.. Närmaste större samhälle är Winterthur, 16,9 km väster om Stählibuck. 
Omgivningarna runt Stählibuck är en mosaik av jordbruksmark och naturlig växtlighet.